# Migration Museum in Adelaide

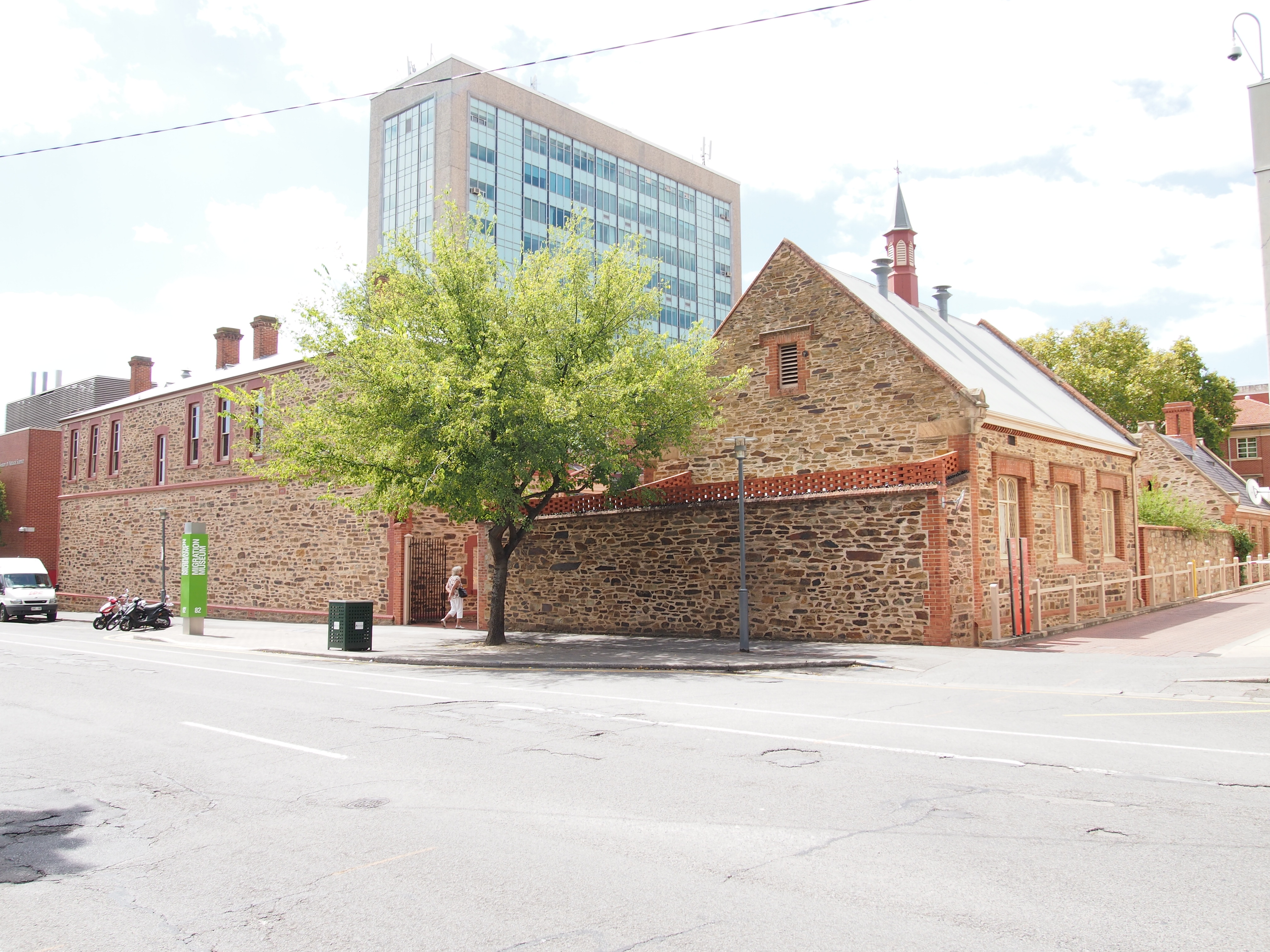
Museum, 2014

Das Migration Museum in Adelaide in Australien wurde 1986 eröffnet.
Das Museum zeigt die Geschichte, Erfahrungen und kulturelle Vielfalt der vielen unterschiedlichen Menschengruppen, die seit 1836 nach Südaustralien einwanderten und dort heimisch wurden.